# Cosmosoma nigrescens
Cosmosoma nigrescens là một loài bướm đêm thuộc phân họ Arctiinae, họ Erebidae.